# سمان الشجر الصغير

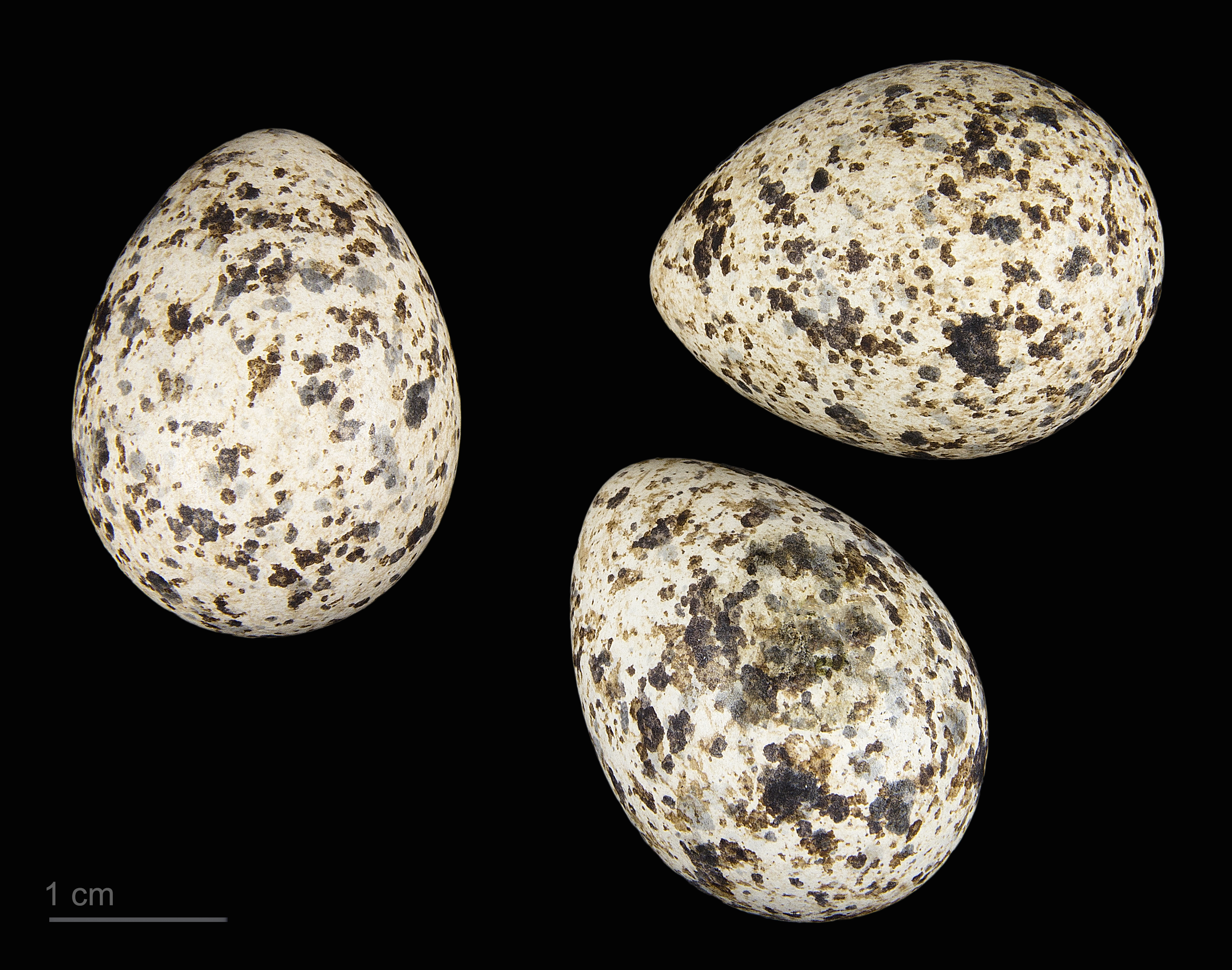
Turnix sylvaticus

سمان الشجر الصغير (الاسم العلمي: Turnix  sylvaticus) (بالإنجليزية: Common  Buttonquail)‏ هو طائر ينتمي إلى فصيلةالنغبوقيات.